# Heilig Hartbeeld (Klimmen)
Het Heilig Hartbeeld is een standbeeld in de Nederlandse plaats Klimmen (gemeente Voerendaal), in de provincie Limburg.

## Achtergrond
Het Heilig Hartbeeld werd gemaakt in het Atelier Thissen in Roermond. Het werd ter gelegenheid van het veertigjarig priesterfeest van pastoor H.J. Keijbets (1862-1945) in 1928 aan de Vrijthof geplaatst. Het verhuisde medio 1938 naar de huidige locatie op de hoek van de Klimmenderstraat en de Vrijthof.
Identieke beelden staan in Holtum (1929), Neeritter (1921), Nistelrode (1922) en Papenhoven (1927).

## Beschrijving
Het beeld toont een Christusfiguur ten voeten uit, blootsvoets staande op bolsegment met een rand van golvende lijnen, wellicht symbool voor de wereldbol omgeven door wolken. Hij is gekleed in een lang, gedrapeerd gewaad en omhangen met een mantel. Hij houdt zijn rechterhand zegenend geheven, met gestrekte wijs- en middelvinger, de linkerhand wijst naar het vlammende Heilig Hart op zijn borst, dat wordt omwonden door een doornenkroon en bekroond met een kruis. 

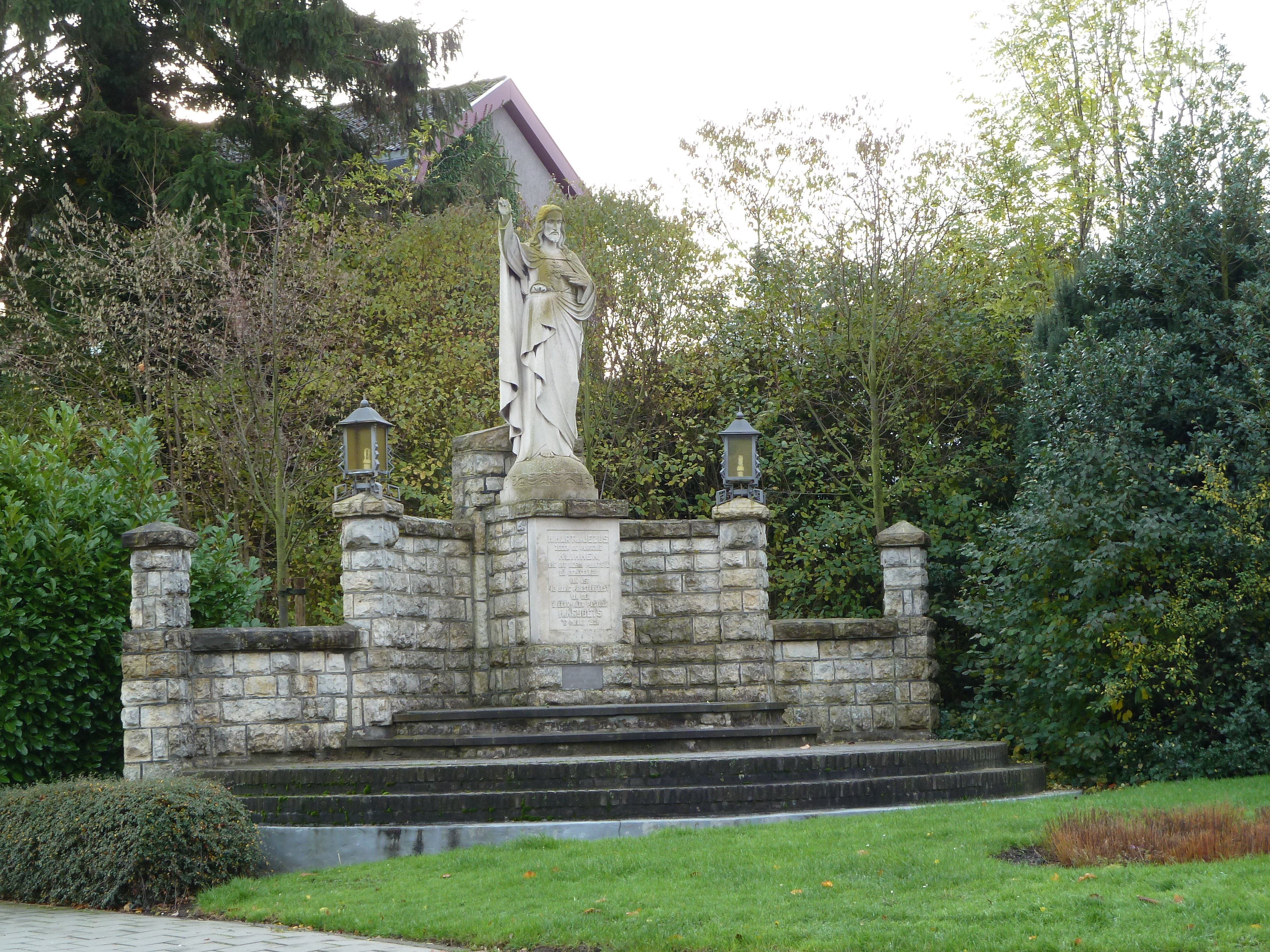

Het beeld is geplaatst op een sokkel voor een muur van kunradersteen, waarin een viertal zuiltjes zijn opgenomen. Op twee daarvan is een smeedijzeren lantaarn geplaatst. Op de sokkel is een plaquette aangebracht met de tekst "H. Hart van Jezus, zegen de parochie Klimmen die dit beeld plaatste bij gelegenheid van het 40-jarig Priesterfeest van den Z. Eerw. Heer Pastoor H. Keybets. 17 maart 1928". Aan de voet van het geheel is over de gehele breedte een bordestrap geplaatst.